# Uwe Schulz (Informatiker)
Uwe Schulz (* 29. Mai 1952 in Zwickau) ist ein deutscher Informatiker und seit 1997 Professor für Audiovisuelle Medien an der Hochschule der Medien Stuttgart.

## Leben
Uwe Schulz studierte Luft- und Raumfahrttechnik sowie Informatik in Texas und Stuttgart. Er spezialisierte sich hierbei auf numerische Verfahren zur Lösung von gekoppelten Differentialgleichungssystemen (Finite Elemente) und Verfahren der Visualisierung.
Von 1977 bis 1979 war er an der Deutschen Forschungs- und Versuchsanstalt für Luft- und Raumfahrt in Köln-Porz tätig. Ab 1979 war er Wissenschaftlicher Mitarbeiter am Institut für Statik und Dynamik der Luft- und Raumfahrtkonstruktionen in Stuttgart. Er wurde 1984 Leiter der Entwicklung der INTES Ingenieurgesellschaft für technische Software in Stuttgart und 1994 erhielt er die Professur an der Fachhochschule Lippe. Seit 1997 ist er Professor für Audiovisuelle Medien an der Hochschule der Medien.
Er war von August 2001 bis 2006 Mitglied des Hochschulrats der Hochschule der Medien. Uwe Schulz ist Ansprechpartner des Kompetenzzentrum "E-Learning" und war Studiengangsleiter für den Studiengang Audiovisuelle Medien der Hochschule der Medien in Stuttgart.